# 4e congresdistrict van Arizona

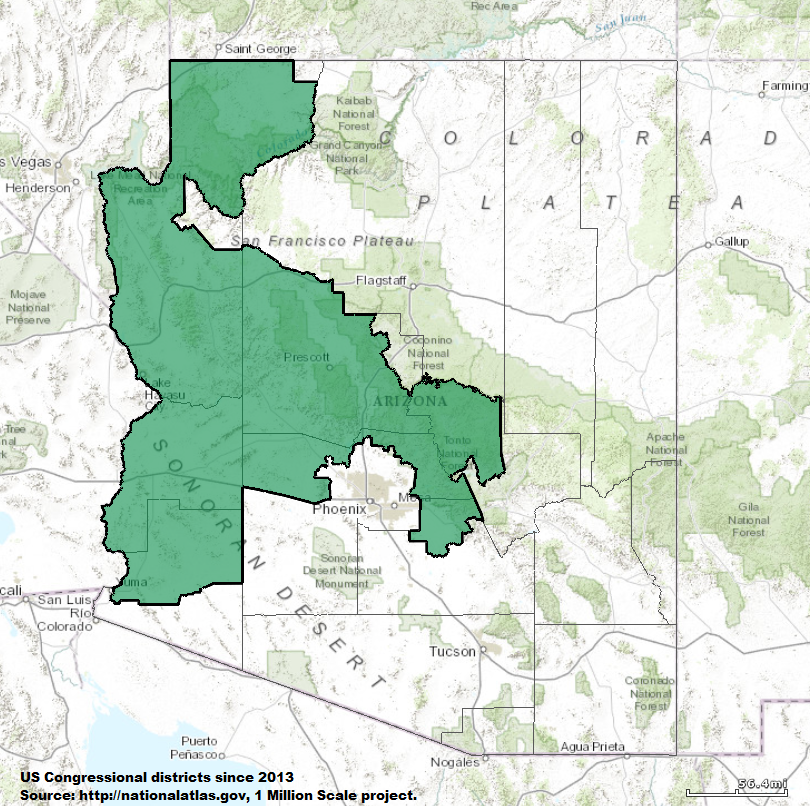
De locatie van het district in de staat Arizona.

Het 4e congresdistrict van Arizona is een kiesdistrict voor het Amerikaanse Huis van Afgevaardigden. Het district bevat de buitenwijken van Phoenix en een groot deel van de landelijke westelijke en noordwestelijke delen van Arizona. Momenteel is Republikein Paul Gosar de afgevaardigde voor het district.

## Presidentsverkiezingen
| Jaar | Resultaten                             | Winnende Partij | Winnende Partij      |
| ---- | -------------------------------------- | --------------- | -------------------- |
| 2016 | Donald Trump 68% - 28% Hillary Clinton |                 | Republikeinse Partij |
| 2012 | Mitt Romney 67% - 31% Barack Obama     |                 | Republikeinse Partij |
| 2008 | Barack Obama 66% - 33% John McCain     |                 | Democratische Partij |
| 2004 | John Kerry 62% - 38% George W. Bush    |                 | Democratische Partij |
| 2000 | Al Gore 63% - 35% George W. Bush       |                 | Democratische Partij |